# ستيفن دبليو. تايلور
ستيفن دبليو. تايلور (بالإنجليزية: Steven W. Taylor)‏ هو محامي وضابط وقاضي أمريكي، ولد في 7 يونيو 1949 في هنريتا في الولايات المتحدة.

## وصلات خارجية
- ستيفن دبليو. تايلور على موقع إن إن دي بي (الإنجليزية)